# Biên niên sử Việt Nam thời kỳ 1945–1975
Đây là biên niên sử Việt Nam thời kỳ 1945–1975, thời kì gắn liền với Chiến tranh Việt Nam.

## Thập niên 1940

### 1945
- Năm 1945: Nạn đói gây ra cái chết của 2 triệu người (trong dân số 23 triệu).
- 9 tháng 3: Nhật Bản nổ súng lật đổ Pháp trên toàn Đông Dương. Thời kỳ Pháp thuộc kết thúc. Bảo Đại tuyên bố hủy hiệp định của nhà Nguyễn với Pháp. Nhật Bản hỗ trợ Bảo Đại thành lập Đế quốc Việt Nam, nhưng chính phủ này bị Nhật Bản khống chế chặt chẽ.
- 11 tháng 3: Khởi nghĩa Ba Tơ tại Quảng Ngãi.
- 12 tháng 3: Ban Thường vụ Trung ương Đảng Cộng sản Việt Nam ra chỉ thị "Nhật - Pháp bắn nhau và hành động của chúng ta" phát động cao trào kháng Nhật.
- 11 tháng 3 - 23 tháng 8: Sự tồn tại ngắn ngủi của chính phủ Đế quốc Việt Nam do Nhật lập nên.
- 8 tháng 5: Kết thúc Thế chiến lần thứ 2. Theo thỏa thuận, quân Quốc dân Đảng Trung Quốc sẽ vào miền Bắc Việt Nam, quân Anh sẽ vào miền Nam Việt Nam (ranh giới là vĩ tuyến 16) để tước vũ khí quân Nhật.
- 16 tháng 8: Đại hội quốc dân tại Tân Trào thành lập Ủy ban Dân tộc giải phóng (Chính phủ Cách mạng lâm thời) do Hồ Chí Minh làm chủ tịch, phát lệnh Tổng khởi nghĩa giành chính quyền.
- 19 tháng 8: Việt Minh tổ chức Cách mạng tháng Tám thành công tại Hà Nội và lan ra cả nước.
- 22 tháng 8: Việt Minh tổ chức biểu tình và giành chính quyền tại Huế, gửi công điện yêu cầu vua Bảo Đại thoái vị.
- 30 tháng 8: Bảo Đại chấp nhận thoái vị.
- 25 tháng 8: Việt Minh tổ chức biểu tình và giành chính quyền tại Sài Gòn.
- 2 tháng 9: Hồ Chí Minh đọc Tuyên ngôn độc lập tại Hà Nội. Nước Việt Nam Dân chủ Cộng hòa ra đời.
- 8 tháng 9: Phòng trào Bình dân học vụ được phát động. 1 năm sau đã có 2,5 triệu người Việt Nam được xóa nạn mù chữ.
- 23 tháng 9: Quân Pháp quay trở lại miền Nam, xung đột vũ trang với Việt Minh và các lực lượng bản xứ khác, chiếm quyền kiểm soát nhờ sự giúp đỡ của quân Anh. Ngày Nam Bộ kháng chiến.

### 1946
- 1 tháng 1: Chính phủ liên hiệp lâm thời Việt Nam thành lập trên cơ sở cải tổ từ Chính phủ Cách mạng Lâm thời.
- 6 tháng 1: Bầu cử Quốc hội khóa 1 Việt Nam Dân chủ Cộng hòa.
- 2 tháng 3: Chính phủ liên hiệp kháng chiến được thành lập dựa trên kết quả của kỳ họp thứ I Quốc hội khóa I Việt Nam Dân chủ Cộng hòa.
- 26 tháng 3: Pháp thành lập Nam Kỳ quốc, tách miền Nam Việt Nam thành quốc gia riêng thuộc Liên hiệp Pháp.
- 6 tháng 3: Việt Nam Dân chủ Cộng hòa và Pháp ký Hiệp định sơ bộ cho 15.000 quân Pháp ra Bắc thay thế cho quân của Tưởng Giới Thạch. Việt Nam loại trừ được nguy cơ của 20 vạn quân Trung Hoa chiếm đóng.
- 12 tháng 7: Vụ án Ôn Như Hầu, âm mưu của Việt Nam Quốc dân Đảng nhằm lật đổ chính quyền Việt Nam Dân chủ Cộng hòa bị phá vỡ.
- 14 tháng 9: Hồ Chí Minh và đại diện chính phủ Cộng hòa Pháp J. Sainteny ký Tạm ước (Modus Vivendi).
- 23 tháng 11: Pháp đánh phá và chiếm đóng Hải Phòng làm 6000 thường dân thiệt mạng. Hồ Chí Minh kêu gọi lần cuối sự ủng hộ của Mỹ.
- 19 tháng 12: Hồ Chủ tịch phát động Toàn quốc kháng chiến. Kháng chiến chống Pháp bắt đầu.
- 19 tháng 12 - 18 tháng 2 năm 1947: Trận đánh tại Hà Nội mở màn chiến tranh Đông Dương, Việt Minh cầm chân Pháp tại Hà Nội tạo thời gian để lực lượng lớn rút ra ngoài và chuẩn bị cho kháng chiến lâu dài.

### 1947
- 7 tháng 10 - 22 tháng 12: Chiến dịch Léa - Pháp vây Chiến khu Việt Bắc của Việt Minh.
- 19 tháng 12: cuộc chiến đấu giữa Việt Minh và quân Pháp đã kết thúc bằng cuộc rút chạy của đại bộ phận quân Pháp khỏi Việt Bắc.

### 1948
- 5 tháng 6: Hiệp định Vịnh Hạ Long (Accords de la baie d'Along), Pháp đồng ý thành lập Quốc gia Việt Nam gồm cả ba miền Bắc Trung Nam, nằm trong Liên hiệp Pháp.

### 1949
- 8 tháng 3, Hiệp ước Elysée, Pháp công nhận chính phủ Quốc gia Việt Nam.
- 22 tháng 5: Quốc hội Pháp chính thức bỏ phiếu thông qua việc trao Nam Bộ cho chính phủ Quốc gia Việt Nam.
- Tháng 7: Pháp thành lập Quân đội Quốc gia Việt Nam

## Thập niên 1950

### 1950
- Tháng 1: Trung Quốc và Liên Xô công nhận Việt Nam Dân chủ Cộng hòa
- Tháng 2: Mỹ và Anh công nhận chính phủ Quốc gia Việt Nam
- 8 tháng 5: Mỹ bắt đầu can thiệp quân sự vào Việt Nam khi tổng thống Harry Truman duyệt 15 triệu đô-la viện trợ quân sự cho Pháp. Cố vấn quân sự Mỹ sẽ đi theo dòng xe tăng, máy bay, pháo, và các hàng hóa khác vào Việt Nam. Trong 4 năm sau, Mỹ sẽ tiêu 3 tỷ đô-la cho cuộc chiến của người Pháp và đến năm 1954 sẽ cung cấp 80% hàng hóa chiến tranh mà quân Pháp sử dụng.
- 16 tháng 9 - 17 tháng 10: Chiến dịch Biên giới. Việt Minh phá thế cô lập của căn cứ địa Việt Bắc, khai thông biên giới để mở đầu cầu tiếp nhận viện trợ từ Trung Quốc, bắt đầu chuyển sang thế chủ động.
- 22 tháng 12: Bom napan được sử dụng lần đầu tại Việt Nam để chống lại quân Việt Minh tại Tiên Yên.

### 1953
- 20 tháng 11: Quân Pháp bắt đầu xây dựng căn cứ tại Điện Biên Phủ
- 19 tháng 12: "Luật cải cách ruộng đất" được Hồ Chủ tịch phê chuẩn và chính thức ban hành. Chương trình cải cách ruộng đất tại miền Bắc bắt đầu.

### 1954
- 13 tháng 3: Trận Điện Biên Phủ mở màn.
- 7 tháng 5: Điện Biên Phủ thất thủ. Hơn 10.000 quân Pháp ra hàng, Pháp mất lợi thế đàm phán tại Geneve.
- 8 tháng 5: Hiệp định Geneve chia Việt Nam thành 2 khu vực quân sự tạm thời tại vĩ tuyến 17
- 7 tháng 7: Ngô Đình Diệm được chọn làm thủ tướng Quốc gia Việt Nam
- 21 tháng 7: Hiệp định Geneve về chấm dứt chiến tranh ở Đông Dương được ký kết.
- Tháng 8-1954 đến tháng 5-1955: Cuộc di cư Việt Nam 1954
- 8 tháng 9: Liên minh SEATO được lập ra nhằm mục đích ngăn chặn sự bành trướng của chủ nghĩa Cộng sản.
- 10 tháng 10: Pháp rút, Việt Minh tiếp quản Thủ đô Hà Nội sau 9 năm kháng chiến.

### 1955
- 1 tháng 1: Mỹ bắt đầu viện trợ trực tiếp cho Việt Nam Cộng hoà.
- 12 tháng 2: Cố vấn Mỹ bắt đầu tới Việt Nam, huấn luyện Quân lực Việt Nam Cộng hoà.
- 20 tháng 7: Ngô Đình Diệm từ chối tham gia tổng tuyển cử thống nhất Việt Nam theo hiệp định Genève
- 23 tháng 10: Trưng cầu dân ý tại miền Nam Việt Nam, Ngô Đình Diệm vượt qua Bảo Đại và trở thành nguyên thủ quốc gia.

### 1956
- Tháng 2: Hội nghị Trung ương Đảng Lao động Việt Nam lần thứ 9 tuyên bố các sai lầm trong cải cách ruộng đất.
- 18 tháng 8: Chủ tịch Hồ Chí Minh gửi thư cho đồng bào và cán bộ nhìn nhận sai lầm và cho biết Trung ương Đảng và chính phủ đã nghiêm khắc kiểm điểm các sai lầm.
- 26 tháng 10: Việt Nam Cộng hòa tuyên bố thành lập, được Hoa Kỳ và các đồng minh của Hoa Kỳ công nhận. Đệ nhất Cộng hòa bắt đầu.
- 15 tháng 12: Báo Nhân Văn bị đóng cửa. Chiến dịch chống Phong trào Nhân Văn-Giai Phẩm bắt đầu.

## Thập niên 1960

### 1960
- 17 tháng 1: Phong trào Đồng Khởi ở Bến Tre
- Tháng 9 Đại hội đại biểu toàn quốc lần  3 của Đảng.
- 20 tháng 12: Mặt trận Dân tộc Giải phóng Miền Nam Việt Nam được thành lập.

### 1961
- 15 tháng 2: Quân Giải phóng Miền Nam (QGP) lực lượng quân sự của Mặt trận Dân tộc Giải phóng miền Nam Việt Nam được thành lập.
- 27 tháng 2: hai phi công thuộc Không quân Việt Nam Cộng hòa lái máy bay ném bom Dinh Độc Lập nhằm ám sát Ngô Đình Diệm nhưng không thành.
- Tháng 12: Quân Giải Phóng và du kích miền Nam kiểm soát phần lớn các vùng nông thôn miền Nam và thường xuyên phục kích Quân lực Việt Nam Cộng hoà. Chi phí Mỹ phải dành cho cuộc chiến tại Việt Nam tăng lên 1 triệu đô-la mỗi ngày [1].

### 1963
- 2 tháng 1: Quân Giải Phóng chiến thắng trong Trận Ấp Bắc, lần đầu thành công trong chiến thuật chống trực thăng vận và thiết xa vận.
- 8 tháng 5: Sự kiện Phật Đản tại Huế.
- 11 tháng 6: Hòa thượng Thích Quảng Đức tọa thiền tự thiêu tại Sài Gòn để phản đối việc chính quyền Việt Nam Cộng hoà đàn áp Phật giáo.
- 21 tháng 8: Ngô Đình Nhu ra lệnh cho quân đội đột kích chùa Xá Lợi và các cơ sở Phật giáo khác tại miền Nam. Khoảng 1400 nhà sư bị bắt giữ. Nhiều người bị thủ tiêu.
- 1 tháng 11: Quân lực Việt Nam Cộng hoà thực hiện đảo chính lật đổ Tổng thống Ngô Đình Diệm, anh em Ngô Đình Diệm, Ngô Đình Nhu bị sát hại. Hội đồng Quân nhân Cách mạng do Dương Văn Minh đứng đầu nắm quyền. Khủng hoảng chính trị bắt đầu.

### 1964
- 30 tháng 1: Nguyễn Khánh đảo chính lật đổ chính quyền của Dương Văn Minh.
- 2 tháng 8 và 4 tháng 8: Mỹ dựng nên Sự kiện Vịnh Bắc Bộ, cho rằng tàu Hải quân Nhân dân Việt Nam đã tấn công tàu khu trục của Mỹ.
- 5 tháng 8: lợi dụng sự kiện Vịnh Bắc Bộ, để trả đũa Mỹ thực hiện Chiến dịch Mũi Tên Xuyên, bắt đầu thời kì ném bom miền Bắc.
- 7 tháng 8: Quốc hội Mỹ thông qua Nghị quyết Vịnh Bắc Bộ, cho phép tổng thống sử dụng quân đội tại Đông Nam Á mà không cần được Quốc hội tuyên bố chiến tranh.
- 2 tháng 12: Trận Bình Giã.

### 1965
- 2 tháng 3: Bắt đầu Chiến dịch Sấm Rền ném bom miền Bắc, (kéo dài đến 31 tháng 10 năm 1968).
- 8 tháng 3: Mỹ bắt đầu đưa quân vào tham chiến tại miền Nam Việt Nam với 3.500 lính thủy quân lục chiến, đến tháng 12, tổng số quân Mỹ tại Việt Nam đã lên tới gần 200.000.
- 10 Tháng 6 đến 11 tháng 7: Trận Đồng Xoài
- Tháng 8: Chiến dịch Starlite - chiến dịch quân sự trên bộ lớn đầu tiên trong chiến lược tìm diệt

### 1966
- 28 tháng 1 - 6 tháng 3: Chiến dịch Masher/White Wing tại Bồng Sơn, An Lão (Bình Định).
- Tháng 3 - Tháng 6: Khủng hoảng Phật giáo Nam Việt Nam, 1966.
- Tháng 9: Bầu cử Quốc hội Lập hiến Việt Nam Cộng hòa.
- 14 tháng 9 - 24 tháng 11: Chiến dịch Attleboro tại phía tây bắc Dầu Tiếng.

### 1967
- 8 tháng 1 - 26 tháng 1: Chiến dịch Cedar Falls tại Củ Chi.
- 22 tháng 2 - 14 tháng 5: Chiến dịch Junction City	tại Chiến khu C, Tây Ninh.
- 18 tháng 3: Quốc hội Lập hiến Việt Nam Cộng hòa thông qua Hiến pháp Việt Nam Cộng hòa.
- 1 tháng 9: Nguyễn Văn Thiệu nhậm chức Tổng thống Việt Nam Cộng hòa theo kết quả bầu cử.

### 1968
- 30 tháng 1: Cuộc Tổng tấn công Tết Mậu Thân mở màn.
- 31 tháng 3: Tổng thống Johnson tuyên bố chấm dứt ném bom miền Bắc Việt Nam, sẵn sàng đàm phán để chấm dứt chiến tranh.

### 1969
- 6 tháng 6: Chính phủ Cách mạng Lâm thời Cộng hoà miền Nam Việt Nam ra đời, trong tháng này được 23 nước công nhận.

## Thập niên 1970

### 1971
- 30 tháng 1 – 24 tháng 3: Chiến dịch Lam Sơn 719 tại Hạ Lào.

### 1972
- 30 tháng 3 - 27 tháng 6: Chiến dịch Trị Thiên.
- 2 tháng 7: Sinh viên phản chiến Việt Nam Nguyễn Thái Bình bị bắn chết tại sân bay Tân Sơn Nhất sau chuyến bay 841 của Pan Am.[2]
- 1 tháng 9 - 31 tháng 1: Chiến dịch phòng ngự Quảng Trị.
- 18-29 tháng 12: 12 ngày đêm của Chiến dịch Linebacker II ném bom rải thảm miền Bắc - chiến dịch quân sự cuối cùng của Mỹ tại Việt Nam.

### 1973
- 27 tháng 1: Hiệp định Paris được ký kết. Cuối tháng 3, Quân đội Mỹ rút quân viễn chinh khỏi Việt Nam, nhưng vẫn duy trì các cố vấn quân sự ở miền Nam.
- 7 tháng 11: Quốc hội Mỹ thông qua nghị quyết đòi tổng thống phải được chấp thuận của Quốc hội 90 ngày trước khi gửi quân Mỹ ra nước ngoài.

### 1974
- 17 - 19 tháng 1: Hải chiến Hoàng Sa. Trung Quốc cưỡng chiếm quần đảo Hoàng Sa khi đó thuộc sự quản lý của Việt Nam Cộng hòa.việt nam công hoà không thể dành lại vì các chiến trường đang phòng thủ tránh sư sụp đổ của chế độ
- Tháng 9: Quốc hội Mỹ chỉ chấp thuận chi 700 triệu USD viện trợ quân sự cho Việt Nam Cộng hòa. Dẫn đến tình trạng thiếu kinh phí và làm giảm khả năng hoạt động cũng như tinh thần của QLVNCH.

### 1975
- 6 tháng 1: Chiến dịch Đường 14 - Phước Long của Quân Giải Phóng thắng lợi. Chiến thắng quan trọng củng cố quyết tâm của Bộ chính trị Đảng Cộng sản Việt Nam: Mỹ không còn khả năng quay lại miền Nam, Quân lực Việt Nam Cộng hoà không còn đủ sức hành quân giải tỏa quy mô lớn.
- 8 tháng 1: Bộ chính trị Đảng Cộng sản Việt Nam ra quyết định thực hiện kế hoạch chiến lược giải phóng hoàn toàn miền Nam trong 2 năm.
- 21 tháng 1: Tổng thống Ford trả lời họp báo rằng nước Mỹ không muốn quay trở lại cuộc chiến.
- 10 tháng 3: Quân đội Nhân dân Việt Nam tấn công Ban Mê Thuột. Ngày hôm sau, thị xã thất thủ.
- 14 tháng 3: Tổng thống Nguyễn Văn Thiệu ra lệnh rút QLVNCH khỏi Tây Nguyên
- 18 tháng 3: Bộ chính trị trung ương Đảng Lao động Việt Nam quyết định đẩy nhanh cuộc tổng tấn công để đạt được toàn thắng trước ngày 1-5.
- 19 tháng 3: QGP chiếm được Quảng Trị.
- 22 tháng 3: QLVNCH bỏ Quảng Đức. QGP tiến vào quận Khánh Dương (Khánh Hòa)
- 23 tháng 3: QGP tiến vào thị xã An Túc (tỉnh Bình Định) và Định Quán (Long Khánh)
- 24 tháng 3: QLVNCH bỏ Quảng Ngãi, mất liên lạc với Huế. QGP tiến vào thị xã Tam Kỳ. Việt Nam Cộng hòa quyết định bỏ toàn bộ phần Bắc Vùng 1 Chiến thuật.
- 26 tháng 3: QGP tiến vào Huế sau 3 ngày bắn pháo
- 27 tháng 3: QGP tiến vào căn cứ không quân Chu Lai, QLVNCH bỏ quận Tam Quan (Bình Định).
- 28 tháng 3: QLVNCH bỏ tỉnh Lâm Đồng
- 29 tháng 3: QGP tiến vào Đà Nẵng. Vùng 1 Chiến thuật sụp đổ hoàn toàn.
- 30 tháng 3: QGP tiến vào căn cứ không quân sân bay Phú Cát căn cứ 60 chiến thuật.
- 31 tháng 3: Bộ chính trị Đảng Cộng sản Việt Nam ra quyết tâm tổng công kích trong thời gian sớm nhất, với khẩu hiệu "thần tốc, táo bạo, bất ngờ, chắc thắng".
- 31 tháng 3: Sở chỉ huy quân đoàn 2 QLVNCH rút khỏi Nha Trang. Tây Nguyên hoàn toàn nằm trong quyền kiểm soát của QGP.
- 31 tháng 3: QGP tiến vào Quy Nhơn. Quy Nhơn thất thủ.
- 1 tháng 4: QGP tiến vào Tuy Hòa
- 2 tháng 4: QGP tiến vào Nha Trang
- 3 tháng 4: Chiếc C-5 Galaxy tham gia chiến dịch Babylift nhằm sơ tán trẻ sơ sinh khỏi Việt Nam bị rơi lúc cất cánh làm 140 người thiệt mạng, đa số là trẻ em.
- 4 tháng 4: Nguyễn Thành Trung lái máy bay F-5E ném bom Dinh Độc Lập.
- 9 tháng 4: Trận Xuân Lộc bắt đầu.
- 10 tháng 4: Hải quân Nhân dân Việt Nam chiếm các đảo tại quần đảo Trường Sa.
- 16 tháng 4: Phan Rang thất thủ.
- 18 tháng 4: Bình Thuận thất thủ. Vùng 2 Chiến thuật sụp đổ hoàn toàn.
- 21 tháng 4: Tổng thống Nguyễn Văn Thiệu từ chức, lên thay là phó tổng thống Trần Văn Hương
- 22 tháng 4: Xuân Lộc thất thủ.
- 26 tháng 4: Chiến dịch Hồ Chí Minh mở màn.
- 27 tháng 4: Dương Văn Minh thay chức vụ tổng thống của Trần Văn Hương
- 28 tháng 4: Nguyễn Thành Trung cùng phi đội máy bay A-37 ném bom sân bay Tân Sơn Nhất. Tại Biên Hòa, sở chỉ huy Quân đoàn 3 QLVNCH ngừng hoạt động.
- 29 tháng 4: Căn cứ Đồng Dù (Củ Chi) thất thủ. QGP chiếm Vũng Tàu. Sân bay Tân Sơn Nhất bị bắn rốc-két. Tất cả các nhân viên còn lại của Mỹ được sơ tán trong chiến dịch "Operation Frequent Wind".
- 30 tháng 4: Tổng thống Dương Văn Minh tuyên bố đầu hàng vô điều kiện. Quân Giải Phóng Miền Nam tiến vào Sài Gòn. Chính quyền Quân quản Cộng hòa Miền Nam Việt Nam tiếp quản Việt Nam Cộng hòa, xóa bỏ ranh giới quân sự vĩ tuyến 17. Chiến tranh kết thúc.